# Chris Humphrey
Christopher Charles Humphrey (ur. 19 września 1987 w Saint Catherine) – jamajski piłkarz grający na pozycji prawego pomocnika. Od 2013 jest zawodnikiem klubu Preston North End.

## Kariera klubowa
Swoją karierę piłkarską Humphrey rozpoczął w juniorach klubu Walsall, w których trenował do 2004 roku. Wtedy też podjął treningi w West Bromwich Albion. W 2006 roku został zawodnikiem klubu Shrewsbury Town grającego w Football League Two. W 2008 roku został z niego na krótko wypożyczony do Stafford Rangers z Conference National.
W 2009 roku Humphrey podpisał kontrakt ze szkockim klubem Motherwell. W Scottish Premier League zadebiutował 15 sierpnia 2009 w zremisowanym 2:2 wyjazdowym meczu z St. Johnstone. 21 maja 2011 wystąpił w barwach Motherwell w przegranym 0:3 finale Pucharu Szkocji z Celtikiem. W sezonie 2012/2013 wywalczył z Motherwell wicemistrzostwo Szkocji.
Latem 2013 Humphrey przeszedł na zasadzie wolnego transferu do Preston North End. Swój debiut w nim zanotował 3 sierpnia 2013 w zremisowanym 0:0 domowym meczu z Wolverhampton Wanderers. W sezonie 2014/2015 awansował z Preston z League One do Football League Championship.
| Sezon   | Klub              | Kraj    | Rozgrywki           | Mecze | Gole |
| ------- | ----------------- | ------- | ------------------- | ----- | ---- |
| 2006/07 | Shrewsbury Town   | Anglia  | League Two          | 12    | 0    |
| 2007/08 | Shrewsbury Town   | Anglia  | League Two          | 25    | 0    |
| 2007/08 | Stafford Rangers  | Anglia  | Conference National | 4     | 0    |
| 2008/09 | Shrewsbury Town   | Anglia  | League Two          | 37    | 2    |
| 2009/10 | Motherwell        | Szkocja | Premier League      | 28    | 0    |
| 2010/11 | Motherwell        | Szkocja | Premier League      | 36    | 3    |
| 2011/12 | Motherwell        | Szkocja | Premier League      | 35    | 2    |
| 2012/13 | Motherwell        | Szkocja | Premier League      | 33    | 3    |
| 2013/14 | Preston North End | Anglia  | League One          | 43    | 3    |
| 2014/15 | Preston North End | Anglia  | League One          | 44    | 2    |
| 2015/16 | Preston North End | Anglia  | Championship        |       |      |

## Kariera reprezentacyjna
W reprezentacji Jamajki Humphrey zadebiutował 28 maja 2012 roku w przegranym 0:1 towarzyskim meczu z Panamą, rozegranym w Kingston. W 2015 roku został powołany do kadry Jamajki na Złoty Puchar CONCACAF 2015. Na tym turnieju zagrał w trzech meczach: w ćwierćfinale z Haiti (1:0), półfinale ze Stanami Zjednoczonymi (2:1) oraz w finale z Meksykiem (1:3).